# Cross Purposes
Cross Purposes sedamnaesti je studijski album britanskog heavy metal sastava Black Sabbath. Album je 31. siječnja 1994. objavila diskografska kuća I.R.S. Records.

## Pozadina
Na Dehumanizeru, šesnaestom studijskom albumu skupine, ponovno se okuplja postava prisutna u doba albuma Mob Rules, no nakon turneje iz sastava izlaze i Ronnie James Dio (pjevač) i Vinny Appice (bubnjar). Njih zamjenjuju bivši vokalist Tony Martin i bivši bubnjar grupe Rainbow Bobby Rondinelli. Geezer Butler ostaje član grupe iako će je napustiti krajem 1994., prije početka snimanja albuma Forbidden.
Pjesma "Cardinal Sin" u početku se zvala "Sin Cardinal Sin" (ili "Sin, Cardinal Sin"), ali je tiskarskom greškom na stražnjoj strani albuma uklonjena prva riječ naziva pjesme. Black Sabbath zbog toga je prigrlio novi naziv "Cardinal Sin".
Za pjesmu "The Hand That Rocks the Cradle" snimljen je glazbeni spot u crno-bijeloj tehnici (u spotu je pjesma nazvana "Hand That Rocks the Cradle"). U intervjuu s Martinom Popoffom Tony Martin izjavio je da ta pjesma govori o Beverly Allitt, medicinskoj sestri u dječjoj bolnici koja je 1993. završila u zatvoru zbog ubijanja djece.
Pjesma "What's the Use?" objavljena je samo na japanskoj inačici albuma; uz tu je inačicu priložena i naljepnica koja prikazuje naslovnicu albuma. Gotovo identična verzija slike "gorućeg anđela" iskorištena je tri godine prije za singl "Send Me an Angel" grupe Scorpions.

## Popis pjesama
Tekstovi i glazba: Geezer Butler, Tony Iommi i Tony Martin, osim pjesme "Evil Eye" koju su napisali Butler, Iommi, Martin i Eddie Van Halen (koji nije spomenut u knjižici albuma zbog zabrane svoje izdavačke kuće Warner Bros. Records.). 
| 1.    | »I Witness«                      | 4:56 |
| 2.    | »Cross of Thorns«                | 4:32 |
| 3.    | »Psychophobia«                   | 3:15 |
| 4.    | »Virtual Death«                  | 5:49 |
| 5.    | »Immaculate Deception«           | 4:15 |
| 6.    | »Dying for Love«                 | 5:53 |
| 7.    | »Back to Eden«                   | 3:57 |
| 8.    | »The Hand That Rocks the Cradle« | 4:30 |
| 9.    | »Cardinal Sin«                   | 4:21 |
| 10.   | »Evil Eye«                       | 5:58 |
| 47:26 |                                  |      |

| Bonus pjesma s japanskog izdanja | Bonus pjesma s japanskog izdanja | Bonus pjesma s japanskog izdanja | Bonus pjesma s japanskog izdanja | Bonus pjesma s japanskog izdanja | Bonus pjesma s japanskog izdanja | Bonus pjesma s japanskog izdanja | Bonus pjesma s japanskog izdanja | Bonus pjesma s japanskog izdanja | Bonus pjesma s japanskog izdanja |
| Br.                              | Skladba                          | Trajanje                         |                                  |                                  |                                  |                                  |                                  |                                  |                                  |
| -------------------------------- | -------------------------------- | -------------------------------- | -------------------------------- | -------------------------------- | -------------------------------- | -------------------------------- | -------------------------------- | -------------------------------- | -------------------------------- |
| 11.                              | »What's the Use?«                | 3:03                             |                                  |                                  |                                  |                                  |                                  |                                  |                                  |
| 50:29                            |                                  |                                  |                                  |                                  |                                  |                                  |                                  |                                  |                                  |

## Recenzije
Album je dosegao 122. mjesto na ljestvici albuma Billboard 200.
U srpnju 2014. časopis Guitar World postavio je Cross Purposes na šesto mjesto u svojoj listi "Superunknown: 50 Iconic Albums That Defined 1994".

## Zasluge
| Black Sabbath - Tony Iommi – gitara - Geezer Butler – bas-gitara - Tony Martin – vokali - Bobby Rondinelli – bubnjevi - Geoff Nicholls – klavijature Dodatni glazbenici - Eddie Van Halen – gitara | Ostalo osoblje - Leif Mases – produkcija, inženjer zvuka, miksanje - Darren Galer – inženjer zvuka - Dave Somers – inženjer zvuka - Tony Cousins – mastering - Matt Curtis – dizajn |